# Arene cruentata
Arene cruentata là một loài ốc biển nhỏ, là động vật thân mềm chân bụng sống ở biển thuộc họ Areneidae.

## Phân bố
Loài này thường gặp ở Florida, Vịnh Mexico và Biển Caribe.

## Liên kết ngoài

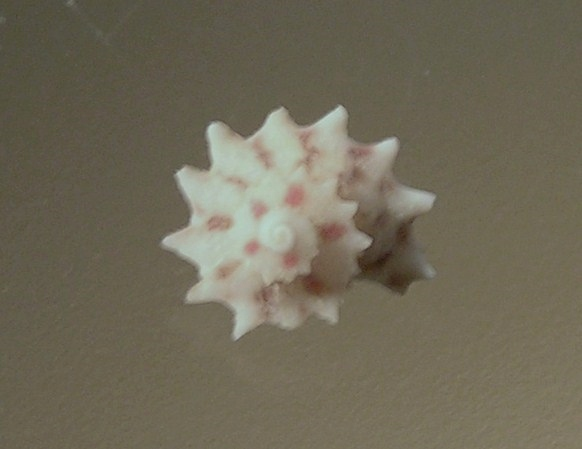
Apical view of shell
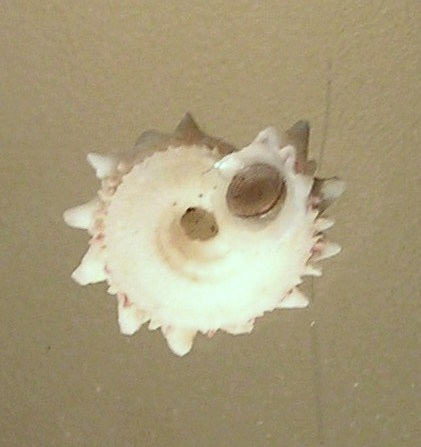
Umbilical view of shell, also showing operculum